# Gemeinde Himmelwitz
Die Gemeinde Himmelwitz, polnisch Gmina Jemielnica ist eine Landgemeinde im Powiat Strzelecki der Woiwodschaft Opole in Polen. Ihr Sitz ist das gleichnamige Dorf mit etwa 3500 Einwohnern.
Seit 2006 ist die Gemeinde offiziell zweisprachig (polnisch und deutsch).

## Geographie
Die Landgemeinde Himmelwitz grenzt an das Gebiet der Kreisstadt Strzelce Opolskie (Groß Strehlitz), sie liegt 40 Kilometer südöstlich von Opole (Oppeln) und 40 Kilometer nordwestlich von Gliwice (Gleiwitz). Die Nachbargemeinden sind Kolonowskie / Colonnowska, Strzelce Opolskie, Wielowieś (Langendorf) und Zawadzkie (Zawadzkie).
Das Gemeindegebiet wird zu 36 Prozent land- und zu 61 Prozent forstwirtschaftlich genutzt.

## Geschichte
Nach der Volkszählung von 2002 lebten in der Landgemeinde Himmelwitz 7702 Einwohner. Davon gaben 4091 Einwohner (53,1 %) die polnische Nationalität an. 2515 Personen (32,7 %) gaben eine andere Nationalität an. Darunter: 1871 Einwohner (24,3 %) mit deutscher Nationalität und 627 (8,1 %) mit der nicht anerkannten schlesischen Nationalität. 14,2 % der Bevölkerung (1096 Einwohner) gaben bei der Befragung keine Nationalität an.
Am 28. August 2006 wurde in der Landgemeinde Himmelwitz Deutsch als zweite Amtssprache und am 14. November 2008 wurden deutsche Ortsnamen eingeführt. Zwei Jahre später wurden im Oktober 2010 zweisprachige Ortstafeln aufgestellt.

## Politik

### Bürgermeister
An der Spitze der Verwaltung steht ein Gemeindevorsteher. Dies ist seit 2018 Marcin Wycisło vom von der Deutschen Minderheit, der den langjährigen Amtsinhaber Joachim Jelito ablöste, der nicht erneut kandidierte. Die turnusmäßige Wahl im April 2024 führte zu folgendem Ergebnis:
- Marcin Wycisło (Schlesische Kommunalverwaltung) 69,0 % der Stimmen
- Mateusz Stróżyk (Wahlkomitee der 7 Dörfer) 31,0 % der Stimmen

Damit wurde Amtsinhaber Wycisło bereits im ersten Wahlgang wiedergewählt.
Bei der turnusmäßigen Wahl 2018 war Marcin Wycisło vom Wahlkomitee Deutsche Minderheit der einzige Kandidat und erhielt 90,7 % der Stimmen.

### Gemeinderat
Der Gemeinderat besteht aus 15 Mitgliedern und wird direkt gewählt. Die Gemeinderatswahl 2024 führte zu folgendem Ergebnis:
- Schlesische Kommunalverwaltung (Deutsche Minderheit) 53,3 % der Stimmen, 10 Sitze
- Wahlkomitee der 7 Dörfer 35,0 % der Stimmen, 4 Sitze
- Wahlkomitee „Deine Stimme – Deine Wahl – Jemielnica“ 7,0 % der Stimmen, 1 Sitz
- Wahlkomitee „Unser Łaziska“ 4,7 % der Stimmen, kein Sitz

Die Gemeinderatswahl 2018 führte zu folgendem Ergebnis:
- Wahlkomitee Deutsche Minderheit 48,3 % der Stimmen, 13 Sitze
- Wählergemeinschaft des Dorfes Gąsiorowice und Umgebung 51,7 % der Stimmen, 2 Sitze

Anmerkung: Der Stimmenanteil der Deutschen Minderheit ist im Vergleich zur Sitzzahl so gering, da in zehn der 15 Wahlkreise ihre Kandidaten mangels Gegenkandidaten ohne Wahl und damit auch ohne Stimmen ihren Sitz erhielten.

### Partnerschaften
Die Gemeinde Himmelwitz unterhält Partnerschaften mit zwei Gemeinden in Deutschland:
- Laubusch
- Wickede (Ruhr).

## Gliederung
Die Landgemeinde Himmelwitz umfasst ein Gebiet von 113,2 km² mit etwa 7200 Einwohnern. Sie gliedert sich in sieben Dörfer mit Schulzenämtern:
- Liebenhain / poln. Barut
- Centawa / Centawa (1936–1945 Haldenau)
- Gonschiorowitz / Gąsiorowice (1936–1945 Quellental)
- Himmelwitz / Jemielnica (1945–1947 Imielnica)
- Lasisk / Łaziska (1936–1945 Läsen)
- Petersgrätz  / Piotrówka
- Wierschlesche / Wierchlesie (1936–1945 Hohenwalde)

Daneben umfasst die Gemeinde die Siedlungen: Graniczny, Miłosna, Redwina und Zielona, die den Schulzenämtern zugeordnet sind.